# 特羅姆瑟主教座堂

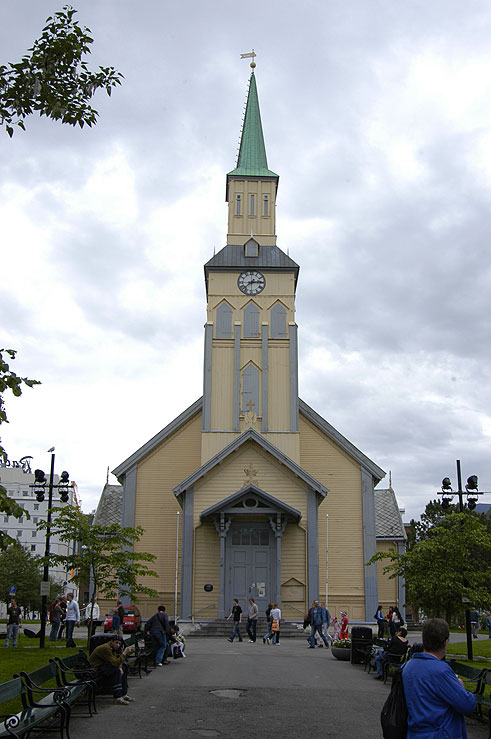
特羅姆瑟大教堂

特羅姆瑟大教堂（挪威語：Tromsø domkirke）是位於挪威北部特羅姆斯郡城市特羅姆瑟的一座大教堂。特羅姆瑟大教堂是挪威教會Nord-Hålogaland教區的大教堂。特羅姆瑟大教堂是挪威唯一的一座木質大教堂，為哥特復興式建築。